# Official Irish Republican Army
Die sogenannte Official Irish Republican Army (deutsch Offizielle Irisch-Republikanische Armee), in ihrer Eigenbezeichnung einfach nur Irish Republican Army, kurz IRA, oder auch Óglaigh na hÉireann (irisch für Freiwillige Irlands) war eine marxistische, irisch-republikanische Untergrundorganisation in der Republik Irland sowie dem Vereinigten Königreich von Großbritannien und Nordirland. Ihre Hauptziele waren ein unabhängiges, kommunistisches und wiedervereinigtes Irland. Für diese Ziele war sie bereit Gewalt einzusetzen. So war sie für den Tod von rund 53 Personen in Nordirland, der Republik Irland und Großbritannien verantwortlich. Auf der anderen Seite wurden ca. 30 ihrer eigenen Mitglieder getötet. Politisch unterstützt wurde sie von der ihr nahestehenden Partei Sinn Féin - The Workers’ Party und befreundeten kommunistischen Regimen aus dem damaligen Ostblock.
Die Official IRA verstand sich als die direkte und einzig legitime Fortsetzung der Irish Republican Army (die Armee der Irischen Republik, 1916/1919–1921), die am Osteraufstand und im Irischen Unabhängigkeitskrieg für die Unabhängigkeit Irlands kämpfte. Sie ging zum Jahreswechsel 1969/70 zu Beginn des Nordirlandkonflikts nach einer politisch-ideologischen Spaltung aus der älteren Irish Republican Army hervor, die 1922 nach dem Unabhängigkeitskrieg entstand und unter anderem im Irischen Bürgerkrieg (1922–1923) kämpfte.
Bereits 1972 verkündete die Official IRA einen einseitigen Waffenstillstand und trat danach nur noch selten in Erscheinung, ohne sich jedoch offiziell aufzulösen oder zu entwaffnen. Ehemalige Mitglieder, die mit dem Waffenstillstand nicht einverstanden waren, gründeten 1974 die konkurrierende Irish National Liberation Army (INLA), wodurch es untereinander zu mehreren blutigen Fehden kam.

## Ursachen der Spaltung und Hintergründe
Die Spaltung der IRA von 1969 ist bedeutsam, da hierbei auch die sogenannte Provisional Irish Republican Army entstand, die mit Abstand wichtigste paramilitärische Organisation während des Nordirlandkonflikts aus dem irisch-republikanischen Spektrum.
Die ursprüngliche IRA versuchte sich nach der erfolglosen Border Campaign der 50er Jahre neu zu orientieren. Dabei gewannen linksorientierte Kräfte innerhalb der Organisation an Einfluss, die der IRA eine marxistische Prägung geben und sie vom bewaffneten Kampf wegführen wollten. Vielmehr sahen sie die Zukunft in der politischen Auseinandersetzung. Die auf dramatische Weise eskalierenden Unruhen der 60er Jahre überraschten die IRA; als bewaffnete Bewegung war sie kaum mehr existent.  Sie stand vor der Entscheidung, sich der Bürgerrechtsbewegung anzuschließen und auf politischem Wege für die Gleichberechtigung der Katholiken in Nordirland einzutreten oder aber den bewaffneten Kampf gegen die britische Vorherrschaft aufzunehmen. Viele drängten auf gewaltsame Aktionen im Stil eines Guerillakrieges; insbesondere Mitgliedern mit traditionell katholisch-nationalistischem Hintergrund war die marxistische Ideologie der Befürworter einer politischen Lösung zutiefst suspekt. Zum Bruch führte letztendlich die Frage, ob sich Sinn Féin als politische Organisation der Parteiensysteme in Nordirland und in der irischen Republik enthalten sollte (abstentionism), die von linientreuen Republikanern gleichermaßen als illegitim angesehen wurden. Der eher nationalistisch gesinnte und gewaltbereitere Flügel gründete die Provisional IRA (in Anspielung auf die Erklärung der provisorischen Regierung des Osteraufstandes 1916), der eher politisch orientierte linke Flügel etablierte die Official IRA. Die Marxisten innerhalb des linken Flügels argumentierten, dass die Spannungen zwischen Protestanten und Katholiken vor allem deshalb provoziert wurden, um Arbeiter beider Konfessionen gegeneinander auszuspielen. Gewalt wäre zur Lösung des Nordirlandkonfliktes deshalb nur kontraproduktiv. Die Provisionals sollten eine Generation später zu derselben Erkenntnis kommen, wenn auch aus gänzlich anderen Gründen.

## Auswirkungen und Fehden
Mit dieser Spaltung verlor die OIRA fast ihr gesamtes operatives Potential, denn lokale Einheiten der IRA schlossen sich mehrheitlich den Provisionals an. Beide Gruppen rangen um Einfluss bei den katholischen Einwohnern Nordirlands und lieferten sich blutige Auseinandersetzungen. Die OIRA trat als paramilitärische Gruppe aber kaum mehr in Erscheinung. Sie verübte am 22. Februar 1972 einen Bombenanschlag auf das Hauptquartier der Parachute Brigade in der Garnison Aldershot als Reaktion auf den Bloody Sunday.
Der Anschlag traf jedoch nicht einen Soldaten, sondern tötete sechs Zivilisten und einen katholischen Militärgeistlichen. Dann erschoss die OIRA einen Soldaten der Royal Irish Rangers, der jedoch gar nicht in den Nordirlandkonflikt verwickelt war. Er war eigentlich in Deutschland stationiert und befand sich auf Heimaturlaub. Nach vernichtender Kritik an diesen Mordanschlägen erklärten die Officials am 29. Mai 1972 den Waffenstillstand.
Nach nur wenigen Jahren des Bestehens kam es wiederum zur Spaltung, als radikale Kräfte sich 1974 von der OIRA lossagten, um nicht länger an den Waffenstillstand gebunden zu sein, und die Irish National Liberation Army (INLA) gründeten. Die Officials waren fest entschlossen, die gerade entstandene Splittergruppe im Keime zu ersticken, und erschossen einige derer Mitglieder.
Wie bei jeder Gruppierung im Stile einer IRA wurde auch ein politischer Flügel gegründet, der ursprünglich Official Sinn Féin genannt wurde. Nach vielerlei Umbenennungen entstand daraus die kommunistische Workers’ Party, die bis heute existiert.

## Gegenwart

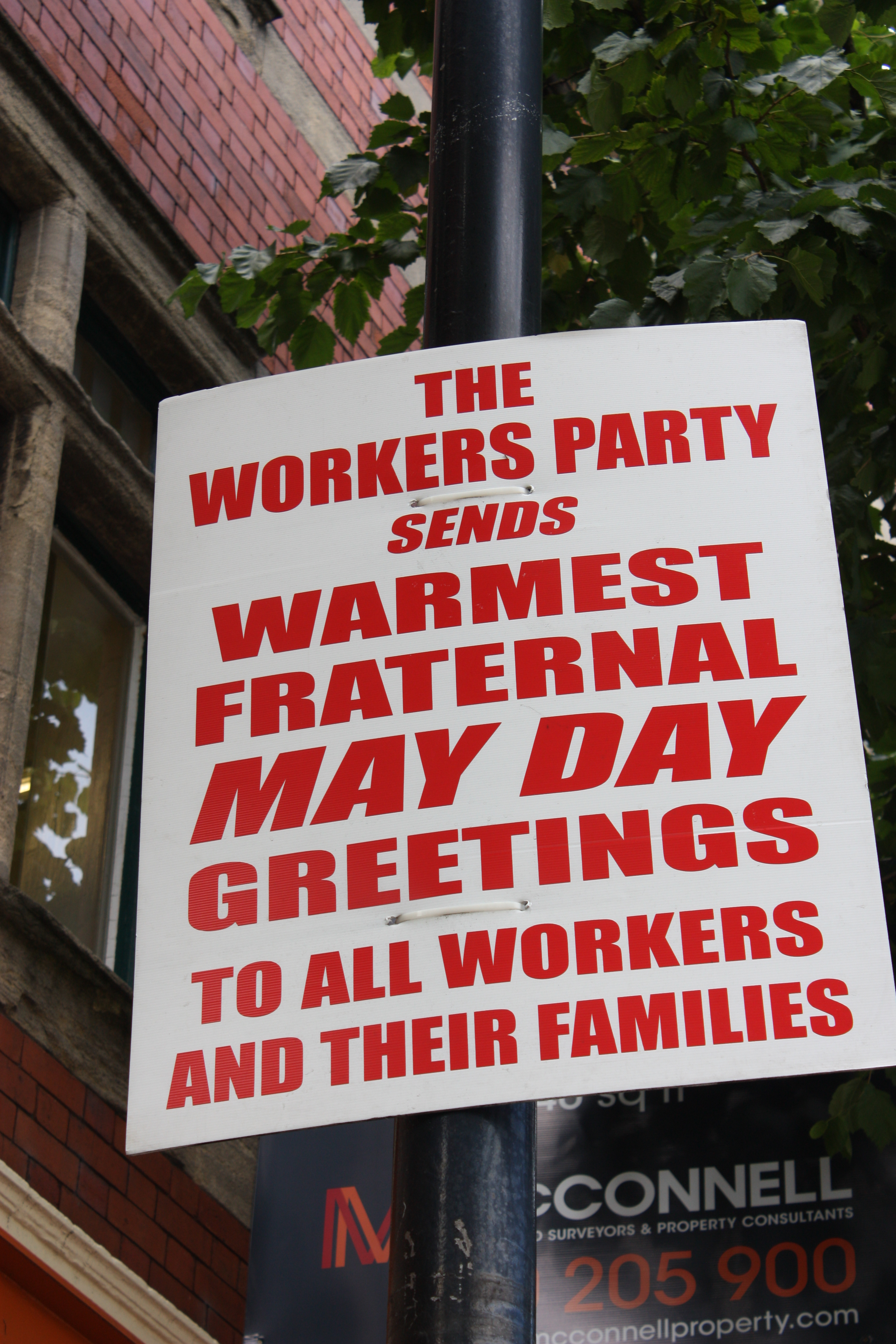
Poster der Workers Party, Belfast, Juli 2010

In den 90er Jahren wurde es still um die OIRA. Obgleich keine diesbezügliche Erklärung erging, galt sie quasi als aufgelöst. In jüngerer Vergangenheit jedoch trat die Gruppierung noch einmal ins Licht der Öffentlichkeit in der Person Seán Garlands. Er ist der Vorsitzende der Workers’ Party und soll auch  hochrangiges Mitglied der nun inaktiven OIRA sein. Es wird ihm vorgeworfen, sich Kontakte zu Regierungen und Geheimdiensten aus der kommunistischen Ära zunutze gemacht zu haben, um sich so genannte Superdollars zu verschaffen und sie in Umlauf zu bringen.
Im Februar des Jahres 2010 gab die Organisation bekannt, alle restlichen Waffen unbrauchbar gemacht zu haben. Obwohl sie zu diesem Zeitpunkt schon fast vier Jahrzehnte nicht mehr operierte, waren immer noch Schusswaffen in ihrem Arsenal. Diese wurden jedoch nur sporadisch bei internen Fehden oder bei Strafaktionen gegen vermeintliche Kriminelle eingesetzt. Mit dem decommissioning zu diesem Zeitpunkt hielt die OIRA die Frist ein, die das Karfreitagsabkommen für die straffreie Abgabe von Waffen anbot.